# Hallucination sonore
Ne doit pas être confondu avec une illusion auditive.
 Mise en garde médicale
La paracousie, hallucination auditive ou hallucination sonore, est une forme d'hallucination impliquant une perception sonore sans aucun stimulus. Ce type d'hallucination se distingue plus communément par l'entente d'une ou de plusieurs voix. Elle peut être associée à des troubles psychotiques qui seraient la résultante d'une schizophrénie ou d'une manie, et prend une signification dans le diagnostic de ces affections. Cependant, il n'est pas impossible qu'un individu puisse entendre des voix sans souffrir ni de psychose, ni d'aucun trouble mental spécifique.

## Épidémiologie
Il existe trois catégories principales de personnes chez lesquelles la paracousie survient le plus souvent :
1. une personne qui entend ses propres pensées à haute voix ;
2. une personne qui entend une ou plusieurs voix ;
3. une personne qui entend une ou plusieurs fois une ou plusieurs voix lui dicter ses actions[4].

Ces catégories ne définissent pas tous les types d'hallucination sonore. La durée de l'entente de voix varie selon le type d'affection et peut être permanente.
D'autres types d'hallucination sonore peuvent induire le syndrome de la tête qui explose et le syndrome de l'oreille musicale. Les individus entendent inconsciemment des musiques qu'ils connaissent par cœur. Des études mentionnent également qu'il est possible de faire l'expérience d'hallucinations musicales après une longue période d'écoute. Elles peuvent être causées par la présence de lésions du tronc cérébral (souvent résultat d'un AVC), également de tumeurs, d'encéphalites, ou encore d'abcès.

## Symptomatologie
La cause primaire d'une hallucination sonore dans le cas de patients psychotiques est la schizophrénie. Dans ce cas, les patients montrent une activité cérébrale élevée impliquant notamment l'hypothalamus, et les régions para-limbiques ; confirmé par Imagerie par résonance magnétique fonctionnelle et tomographie par émission de positons,. Les troubles de l'humeur sont également connus pour être la cause d'hallucinations sonores, mais sont légèrement plus impliqués[pas clair]. Une grande consommation de caféine a également été associée à une certaine apparition des hallucinations sonores. Selon une étude menée par la branche psychologique de l'université de La Trobe, la consommation de plus de cinq tasses de café augmenterait les risques de développer ce phénomène.